# USS Besugo (SS-321)
USS Besugo (SS/AGSS-321) là một  tàu ngầm lớp Balao từng phục vụ cùng Hải quân Hoa Kỳ trong Chiến tranh Thế giới thứ hai. Nó là chiếc tàu chiến duy nhất của Hải quân Hoa Kỳ được đặt cái tên này, theo tên một loài trong họ Cá tráp. Nó đã phục vụ trong suốt Thế Chiến II, thực hiện tổng cộng năm chuyến tuần tra, đánh chìm bốn tàu Nhật Bản với tổng tải trọng 12.450 tấn. Sau khi xung đột chấm dứt, nó được giữ lại để tiếp tục phục vụ trong các cuộc Chiến tranh Lạnh và Chiến tranh Triều Tiên cho đến năm 1958, xếp lại lớp như một tàu ngầm phụ trợ AGSS-321 và nâng cấp theo Chương trình Ống hơi Hạm đội. Con tàu được chuyển cho Hải quân Ý vào năm 1966, và tiếp tục hoạt động như là chiếc Francesco Morosini (S 508) cho đến năm 1975; nó cuối cùng bị tháo dỡ vào năm 1977. Besugo được tặng thưởng bốn Ngôi sao Chiến trận do thành tích phục vụ trong Thế Chiến II, rồi thêm một Ngôi sao Chiến trận khác khi hoạt động tại Triều Tiên.

## Thiết kế và chế tạo
Thiết kế của lớp Balao được cải tiến dựa trên  tàu ngầm lớp Gato dẫn trước, là một kiểu tàu ngầm hạm đội có tốc độ trên mặt nước cao, tầm hoạt động xa và vũ khí mạnh để tháp tùng hạm đội chiến trận. Khác biệt chính so với lớp Gato là ở cấu trúc lườn chịu áp lực bên trong dày hơn, và sử dụng thép có độ đàn hồi cao (HTS: High-Tensile Steel), cho phép lặn sâu hơn đến 400 ft (120 m). Con tàu dài 311 ft 9 in (95,02 m) và có trọng lượng choán nước 1.526 tấn Anh (1.550 t) khi nổi và 2.424 tấn Anh (2.463 t) khi lặn. Chúng trang bị động cơ diesel dẫn động máy phát điện để cung cấp điện năng cho bốn động cơ điện, đạt được công suất 5.400 shp (4.000 kW) khi nổi và 2.740 shp (2.040 kW) khi lặn, cho phép đạt tốc độ tối đa 20,25 hải lý trên giờ (37,50 km/h) và 8,75 hải lý trên giờ (16,21 km/h) tương ứng. Tầm xa hoạt động là 11.000 hải lý (20.000 km) khi đi trên mặt nước ở tốc độ 10 hải lý trên giờ (19 km/h) và có thể hoạt động kéo dài đến 75 ngày.
Tương tự như lớp Gato dẫn trước, lớp Balao được trang bị mười ống phóng ngư lôi 21 in (530 mm), gồm sáu ống trước mũi và bốn ống phía phía đuôi tàu, chúng mang theo tối đa 24 quả ngư lôi. Vũ khí trên boong tàu gồm một hải pháo 4 inch/50 caliber, một khẩu pháo phòng không Bofors 40 mm nòng đơn và một khẩu đội Oerlikon 20 mm nòng đôi, kèm theo hai súng máy .50 caliber. Trên tháp chỉ huy, ngoài hai kính tiềm vọng, nó còn trang bị ăn-ten radar SD phòng không và SJ dò tìm mặt biển. Tiện nghi cho thủy thủ đoàn bao gồm điều hòa không khí, thực phẩm trữ lạnh, máy lọc nước, máy giặt và giường ngủ cho hầu hết mọi người, giúp họ chịu đựng cái nóng nhiệt đới tại Thái Bình Dương cùng những chuyến tuần tra kéo dài đến hai tháng rưỡi.
Besugo được đặt lườn tại xưởng tàu của hãng Electric Boat Company ở Groton, Connecticut vào ngày 27 tháng 5, 1943. Nó được hạ thủy vào ngày 27 tháng 2, 1944, được đỡ đầu bởi bà Margaret Perry Homer, và được cho nhập biên chế cùng Hải quân Hoa Kỳ vào ngày 19 tháng 6, 1944 dưới quyền chỉ huy của Hạm trưởng, Trung tá Hải quân Thomas Lincoln Wogan.

## Lịch sử hoạt động

### USSBesugo
Sau khi hoàn tất việc chạy thử máy huấn luyện tại các vùng biển ngoài khơi New London, Connecticut và Newport, Rhode Island, Besugo khởi hành từ Căn cứ Tàu ngầm Hải quân New London vào ngày 25 tháng 7, 1944 và đi đến Key West, Florida vào ngày 1 tháng 8, nơi nó phục vụ cho việc huấn luyện của Trường Sonar Hạm đội trong hai tuần. Chuẩn bị để được điều động sang khu vực Mặt trận Thái Bình Dương, nó băng qua kênh đào Panama vào ngày 17 tháng 8, và đi đến Trân Châu Cảng vào ngày 7 tháng 9. Nó tiếp tục được huấn luyện tại khu vực quần đảo Hawaii thêm hai tuần lễ.

#### Chuyến tuần tra thứ nhất
Cùng với tàu ngầm Gabilan (SS-252) khởi hành từ Trân Châu Cảng vào ngày 26 tháng 9, Besugo ghé đến Midway vào ngày 30 tháng 8 để được tiếp thêm nhiên liệu trước khi cùng tàu ngầm chị em Ronquil (SS-396) hướng sang khu vực tuần tra tại eo biển Bungo, là lối ra vào biển nội địa Seto tại chính quốc Nhật Bản. Trên đường đi, nó tấn công một tàu tuần tra đối phương tại vùng phụ cận đảo Marcus, nhưng ba quả ngư lôi phóng ra đã không trúng đích. Khi tiếp tục tấn công mục tiêu bằng pháo 40-mm, khẩu pháo lại bị kẹt đạn, và hỏa lực súng máy đối phương bắn trả đã làm bị thương một sĩ quan và một thủy thủ, nên chiếc tàu ngầm phải rút lui. Nó tiếp tục chịu đựng thêm hai lần đụng độ với máy bay và một lần với tàu tuần tra đối phương.
Đi đến vị trí tuần tra được chỉ định ở lối ra vào eo biển Bungo vào sáng sớm ngày 10 tháng 10, Besugo làm nhiệm vụ trinh sát sự di chuyển của hạm đội Nhật Bản từ chính quốc trong giai đoạn diễn ra cuộc đổ bộ lên Leyte, Philippines. Vào sáng ngày 15 tháng 10, nó báo cáo về việc năm tàu tuần dương và một tàu khu trục đang băng ngang. Đến đêm hôm sau, nó phát hiện qua radar hai mục tiêu đang tiến ra khỏi eo biển, và đã phóng một loạt sáu quả ngư lôi, đánh trúng đích một quả. Tuy nhiên tàu khu trục Suzutsuki đã sống sót, áp sát bờ biển đảo Kyūshū để cố quay trở lại cảng, và Besugo nỗ lực bám theo trong suốt hai giờ nhưng không thể tiếp tục tấn công.
Vào ngày 18 tháng 10, Besugo phát hiện và báo cáo việc hai tàu chiến tiến vào eo biển Bundo. Đến ngày 24 tháng 10, nó cùng Ronquil tiếp cận một đoàn bao gồm một tàu chở dầu được hai tàu tuần tra và một tàu khu trục hộ tống. Đang khi áp sát để tấn công, đoàn tàu bất ngờ đổi hướng nên chiếc tàu chở dầu bị tách xa khỏi tầm bắn; vì vậy chiếc tàu ngầm chuyển mục tiêu sang các tàu hộ tống. Nó phóng ba quả ngư lôi, đánh trúng Tàu phòng vệ ven biển số 132 khiến đối thủ nổ tung và bốc cháy. Besugo lặn khẩn cấp để né tránh, nhưng đối phương đã không phản công. Không tìm thấy mục tiêu nào khác, và không ghi nhận sự di chuyển của tàu chiến đối phương, nó rút lui về căn cứ Saipan tại quần đảo Mariana vào ngày 5 tháng 11, nơi nó được tiếp liệu và bảo trì cặp bên mạn tàu tiếp liệu tàu ngầm Fulton (AS-11).

#### Chuyến tuần tra thứ hai
Sau khi được sửa chữa nhỏ và tiếp thêm ngư lôi, Besugo rời Tanapag Harbor, Saipan cho chuyến tuần tra thứ hai từ ngày 10 tháng 11. Nó băng qua eo biển Luzon vào ngày 16 tháng 11 để tiến vào biển Đông và canh phòng tại vị trí gần đảo Linapacan bốn ngày sau đó. Lúc 04 giờ 55 phút ngày 22 tháng 11 nó phát hiện mục tiêu qua radar ngoài khơi cực Bắc đảo Palawan, và đã phóng một loạt bốn quả ngư lôi đánh chìm tàu đổ bộ T.151 (khoảng 1.000 tấn); sau đó nó tiếp tục dùng hai quả ngư lôi đánh chìm một sà lan khoảng 300 tấn. Đến chiều tối, trong bối cảnh thời tiết bất lợi, nó lần lượt phóng 16 quả ngư lôi trong ba đợt nhắm vào một tàu chở hàng khiến đối phương đắm tại vùng nước nông. Sử dụng hết số ngư lôi mang theo, nó rút lui qua eo biển Lombok để quay trở về căn cứ tại Fremantle, Australia, đến nơi vào ngày 4 tháng 12, và được tái trang bị cặp bên mạn tàu tiếp liệu tàu ngầm Anthedon (AS-24).

#### Chuyến tuần tra thứ ba
Khởi hành từ Fremantle vào ngày 24 tháng 12 cho chuyến tuần tra thứ ba, Besugo lại băng qua eo biển Lombok vào ngày 30 tháng 12 để hoạt động trong biển Celebes. Nó tấn công một tàu buôn nhỏ vào ngày hôm sau, nhưng ba quả ngư lôi phóng ra đều bị trượt và đối phương chạy thoát. Máy bay tuần tra đối phương xuất hiện để truy lùng và chiếc tàu ngầm phải lặn xuống bốn lần để né tránh. Nó rời eo biển Karimata vào ngày 2 tháng 1, 1945 để tuần tra tại vùng biển ngoài khơi mũi Cà Mau tại Đông Dương thuộc Pháp hai ngày sau đó. Lúc 18 giờ 40 phút ngày 6 tháng 1, trinh sát viên phát hiện một tàu chở dầu lớn được một tàu khu trục và hai tàu phòng vệ duyên hải hộ tống. Sau khi tiếp cận mà không bị phát hiện, nó phóng một loạt sáu quả ngư lôi đánh chìm được chiếc Nichiei Maru (10.020 tấn). Tàu hộ tống đối phương phản công với bảy quả mìn sâu được thả xuống mà hoàn toàn không có hiệu quả.
Cùng với các tàu ngầm Hardhead (SS-365), Cobia (SS-245) và sau đó là Blackfin (SS-322) tham gia vào một đội tấn công phối hợp "Bầy sói", Besugo tuần tra suốt hai tuần ngoài khơi bán đảo Cà Mau mà không tìm thấy mục tiêu nào. Đến 05 giờ 30 phút ngày 24 tháng 1, Blackfin báo cáo phát hiện một tàu chở dầu, một tàu khu trục và một tàu quét mìn. Sau khi Blackfin phóng trúng một quả ngư lôi vào chiếc tàu chở dầu, Besugo tiếp tục phóng thêm một loạt sáu quả ngư lôi tấn công, nhưng bị các tàu hộ tống phản công với 22 quả mìn sâu thả xuống trong vòng nữa giờ. Tuy nhiên tàu chở dầu Sarawak Maru chỉ bị hư hại. Đến ngày 2 tháng 2, dưới sự phối hợp giúp đỡ của Blackfin và Hardhead, Besugo phóng ngư lôi đánh chìm Tàu phòng vệ duyên hải số 144. Nó rút lui khỏi khu vực tuần tra ba ngày sau đó để kết thúc chuyến tuần tra, về đến căn cứ Fremantle vào ngày 15 tháng 2, và được tái trang bị cặp bên mạn tàu tiếp liệu tàu ngầm Euryale (AS-22). Công việc bị trì hoãn khoảng hai tuần do có quá nhiều tàu quay trở về cảng này để tiếp liệu và sửa chữa.

#### Chuyến tuần tra thứ tư
Lên đường vào ngày 24 tháng 3 cho chuyến tuần tra thứ tư, Besugo hướng sang biển Java và băng qua eo biển Lombok vào ngày 31 tháng 3, nơi nó gia nhập "Bầy sói" bao gồm các tàu ngầm Gabilan và Charr (SS-328) để tuần tra ngoài khơi đảo Sumatra. Đang khi tuần tra ngầm vào ngày 4 tháng 4, nó phát hiện, báo cáo và theo dõi một lực lượng bao gồm một tàu tuần dương, ba tàu phóng lôi và một tàu quét mìn; việc theo đuổi gặp khó khăn khi máy bay tuần tra đã bốn lần buộc nó phải lặn xuống ẩn nấp. Đến 03 giờ 58 phút sáng ngày hôm sau, nó phóng một loạt sáu quả ngư lôi để tấn công, nhưng tất cả đều bị trượt, còn bản thân nó bị một tàu hộ tống tấn công với 13 quả mìn sâu.
Besugo tiếp tục tuần tra tại eo biển Sumba trong khi máy bay Đồng Minh cất cánh từ Australia tấn công lực lượng đối phương nói trên. Các tàu chiến Nhật Bản rút lui ngang qua vị trí chiếc tàu ngầm đang phục kích vào ngày 6 tháng 4, nhưng tàu tuần dương đối phương được ngụy trang di chuyển nhanh và chiếc tàu ngầm bị bất ngờ nên chín quả ngư lôi phóng ra một cách vội vã đều bị trượt. Besugo phóng ngư lôi đánh chìm một tàu quét mìn tháp tùng theo sau trước khi quay trở về Fremantle vào ngày 11 tháng 4 để tiếp thêm ngư lôi.
Trở ra khơi vào ngày 16 tháng 4, Besugo băng qua eo biển Lombok năm ngày sau đó để cùng "Bầy sói" bao gồm các tàu ngầm Blower (SS-325) và Perch (SS-313) tuần tra trong biển Java. Vào ngày 23 tháng 4, nó phát hiện và phóng ngư lôi tấn công một tàu ngầm U-boat Đức Quốc Xã nhưng sơn màu của Hải quân Nhật, đánh chìm chiếc U-183 tại tọa độ 04°57′N 112°52′Đ / 4,95°N 112,867°Đ. Trồi lên mặt biển, Besugo cứu vớt được một người sống sót là một chuẩn úy Đức bị thương nặng, và bắt làm tù binh.
Tiếp tục tuần tra, Besugo không tìm thấy mục tiêu nào phù hợp cho đến ngày 29 tháng 4, khi nó dùng hải pháo 5-inch phá hủy tàu tuần tra Otome Maru, rồi sang ngày hôm sau đã cứu vớt một thủy thủ Nhật bị bỏng nặng từ tàu chở dầu Yuno Maru bị trúng thủy lôi. Nó chuyển sang hoạt động trong vịnh Thái Lan từ ngày 12 tháng 5, rồi quay trở về căn cứ vịnh Subic, Philippines vừa mới được giải phóng, đến nơi vào ngày 20 tháng 5. Chiếc tàu ngầm được tái trang bị cặp bên mạn chiếc Anthedon.

#### Chuyến tuần tra thứ năm
Khởi hành từ vịnh Subic vào ngày 13 tháng 6 cho chuyến tuần tra thứ năm, cũng là chuyến cuối cùng, Besugo hướng sang vùng bờ biển Đông Nam của Đông Dương thuộc Pháp, và trải qua ba tuần lễ làm nhiệm vụ tìm kiếm vào giải cứu phục vụ các chiến dịch không kích ngoài khơi vịnh Cam Ranh. Đến ngày 5 tháng 7, nó chuyển sang khu vực bờ biển phía Nam Borneo, nhưng không bắt gặp mục tiêu nào phù hợp. Nó băng qua eo biển Lombok để quay trở về căn cứ Fremantle, đến nơi vào ngày 25 tháng 7, và được tái trang bị cặp bên mạn tàu tiếp liệu khu trục  Clytie (AS-26). Nó vẫn đang ở lại Fremantle khi Nhật Bản chấp nhận đầu hàng vào ngày 15 tháng 8, giúp chấm dứt vĩnh viễn cuộc xung đột.

#### 1946 - 1958
Rời Fremantle vào ngày 29 tháng 8 để quay trở về Hoa Kỳ, Besugo về đến San Diego, California vào ngày 26 tháng 9. Sau khi được đại tu nó lên đường để hoạt động tại khu vực phụ cận Guam, rồi quay trở về Trân Châu Cảng vào ngày 6 tháng 5, 1946. Nó đặt căn cứ hoạt động tại Trân Châu Cảng trong suốt tám năm tiếp theo, và thực hiện hai chuyến đi sang vùng Viễn Đông từ ngày 10 tháng 6 đến ngày 21 tháng 9, 1947 và từ ngày 31 tháng 10, 1950 đến ngày 11 tháng 4, 1951. Nó chuyển căn cứ hoạt động đến San Diego vào tháng 8, 1954.
Besugo được cho xuất biên chế vào ngày 21 tháng 3, 1958, và được đưa về Hạm đội Dự bị Thái Bình Dương. Nó được xếp lại lớp như một "tàu ngầm nghiên cứu phụ trợ" và mang ký hiệu lườn mới AGSS-321 vào năm 1962. Sau khi được tái biên chế trở lại vào ngày 15 tháng 6, 1965, con tàu được nâng cấp trong khuôn khổ Chương trình Ống hơi Hạm đội vào năm 1966 trước khi được chuyển giao cho Ý.

### Francesco Morosini(S 508)
Besugo được cho xuất biên chế và chuyển giao cho chính phủ Ý trong khuôn khổ Chương trình Viện trợ Quân sự vào ngày 31 tháng 3, 1966. Nó phục vụ cùng Hải quân Ý như là chiếc Francesco Morosini (S 508) cho đến khi được hoàn trả cho Hoa Kỳ. Tên nó được cho rút khỏi danh sách Đăng bạ Hải quân vào ngày 15 tháng 11, 1975. và con tàu bị bán để tháo dỡ vào ngày 16 tháng 4, 1976.

## Phần thưởng
Besugo được tặng thưởng bốn Ngôi sao Chiến trận do thành tích phục vụ trong Thế Chiến II, và thêm một Ngôi sao Chiến trận khác khi hoạt động tại Triều Tiên. Nó được ghi công đã đánh chìm bốn tàu Nhật Bản với tổng tải trọng 12.450 tấn.
|                                                       |  |             |
| Bronze star · Bronze star · Bronze star · Bronze star |  | Bronze star |

| Dãi băng Hoạt động Tác chiến                                            | Dãi băng Hoạt động Tác chiến         | Huân chương Chiến dịch Hoa Kỳ        | Huân chương Chiến dịch Hoa Kỳ                            |
| Huân chương Chiến dịch Châu Á-Thái Bình Dương với 4 Ngôi sao Chiến trận | Huân chương Chiến thắng Thế Chiến II | Huân chương Chiến thắng Thế Chiến II | Huân chương Phục vụ Triều Tiên với 1 Ngôi sao Chiến trận |